# Malappuram (huyện)
Huyện Malappuram là một huyện thuộc bang Kerala, Ấn Độ. Thủ phủ huyện Malappuram đóng ở Malappuram. Huyện Malappuram có diện tích 3550 ki lô mét vuông. Đến thời điểm năm 2001, huyện Malappuram có dân số 3629640 người.